# 南平台 (高槻市)
南平台（なんぺいだい）は、大阪府高槻市の町名。現行行政地名は南平台一丁目から南平台五丁目。北摂エリアにある邸宅街の一つであり、閑寂な高級住宅街としても知られている。

## 概要
南平台は、高槻市中央部の丘陵地帯南西端域の台地に1966年（昭和41年）から1983年（昭和58年）にかけ、北摂エリア初の邸宅街として開発された。デベロッパーは丸紅不動産で、これは商社による宅地開発として日本最初の事例である。
南東下がりの小高い地勢から陽当たりが良くゴルフ場の好適地とされ高台の「南平台ゴルフパーク」（面積約36ヘクタール）と高台から麓にかけての住宅地（面積約23ヘクタール、南平台一丁目・二丁目・三丁目・四丁目）に分けて造成された。なお、南平台ゴルフパークも後に住宅地（南平台五丁目）として造成・転用され現在に至る（代替施設として隣町の島本町大沢に建設されたのが、現在の「ベニーカントリー倶楽部」である）。域内および周辺には 教育施設が集積しているほか、公園施設については住区基幹公園が多数（五丁目だけで五ヵ所）設けられ、自然公園の摂津峡（摂津峡公園）も徒歩圏内に所在する。街区のほぼ全域が第一種高度地区・第一種低層住居専用地域の制限、および二丁目・三丁目・四丁目・五丁目については建築協定により、戸建の閑静な住環境が維持されている。
丸紅不動産が開発した区域について1967年（昭和42年）6月1日の住居表示実施に伴い「岡本」、「奈佐原」、「郡家」、「服部」の旧字名から変更された「南平台」という地名は、かつての御屋敷町、東京都渋谷区の南平台（現南平台町）をイメージし併せて当地の地勢が東と南に開けた台地であったことが命名の理由とされている。。

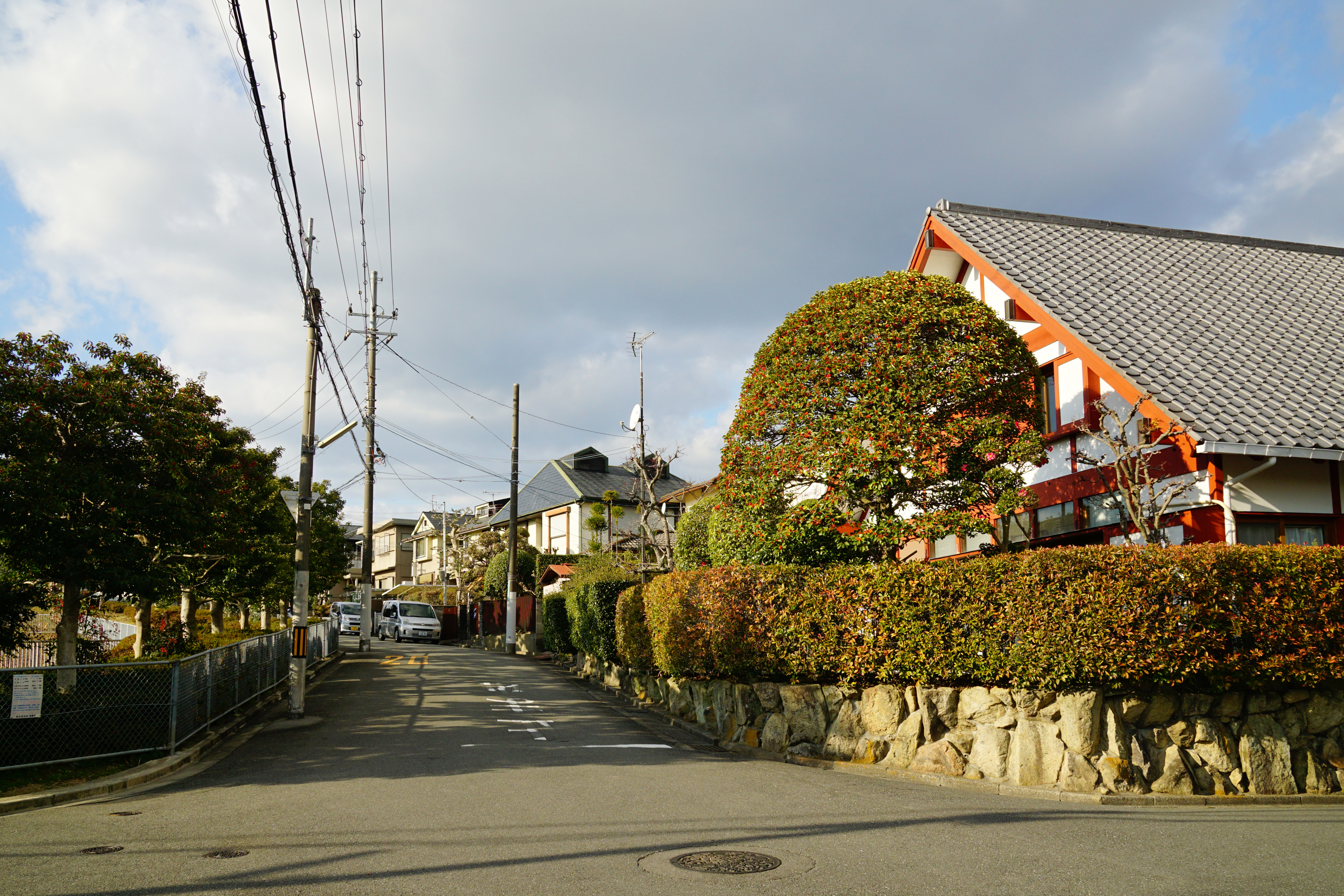
2丁目
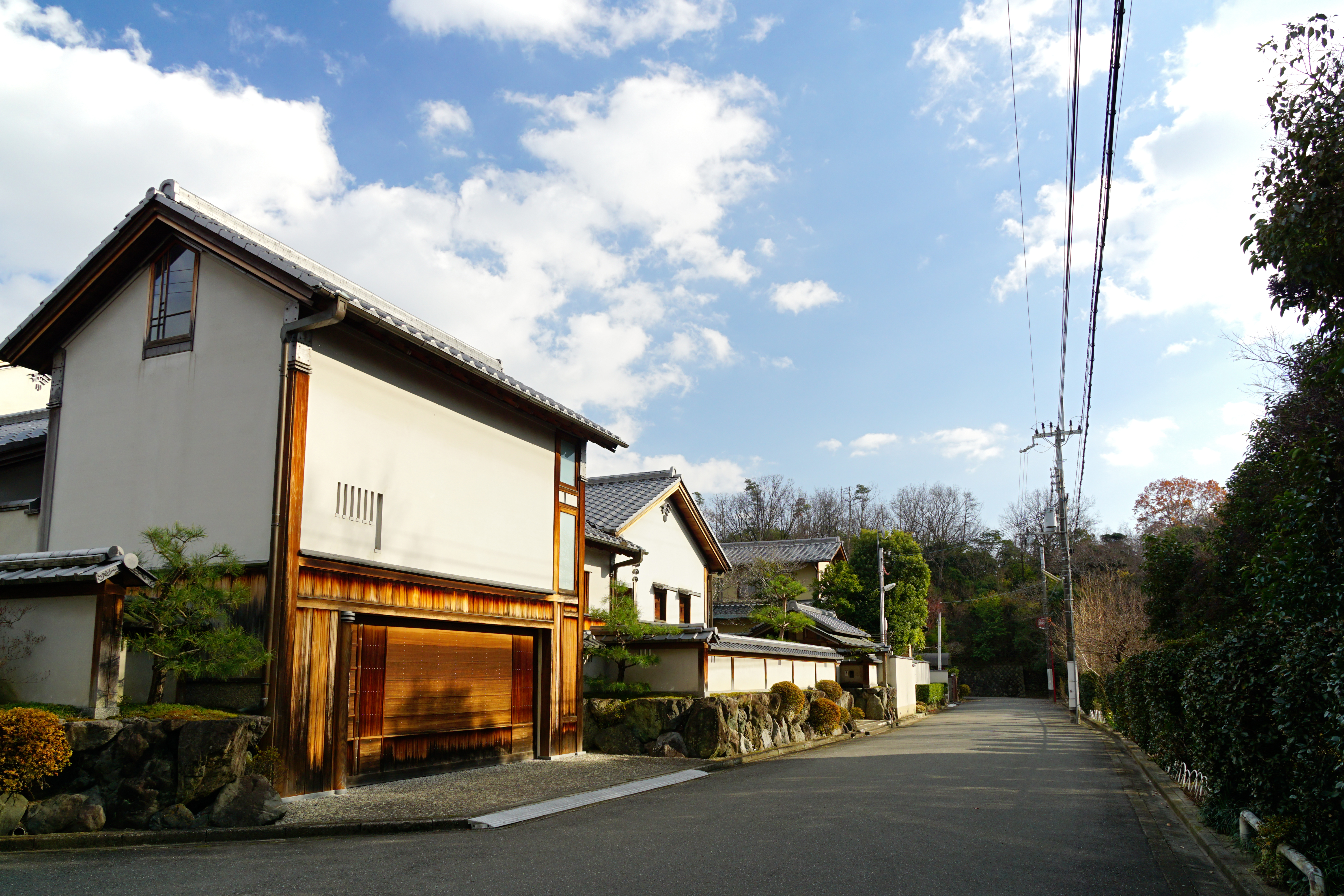
3丁目
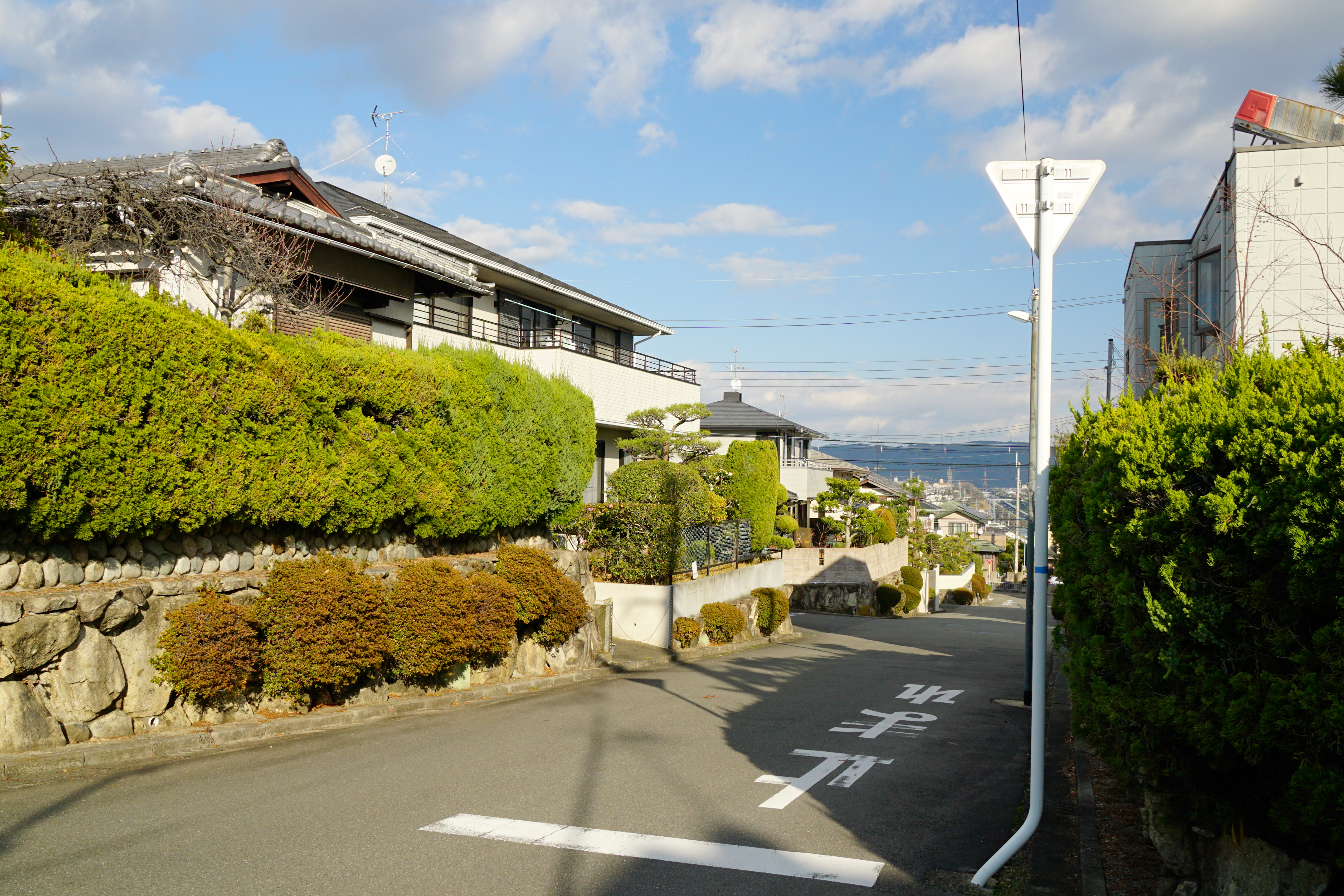
3丁目
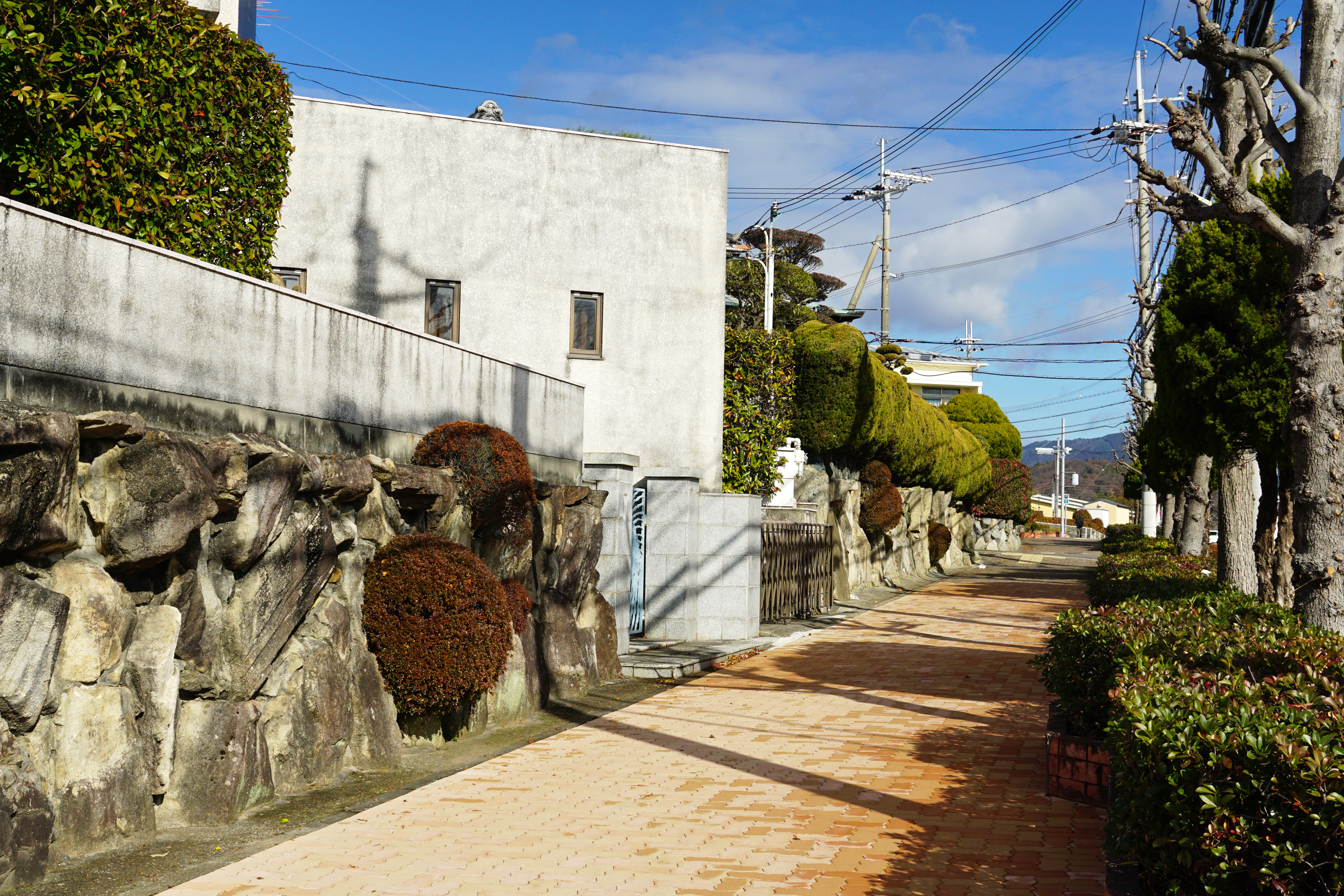
4丁目

## 地理

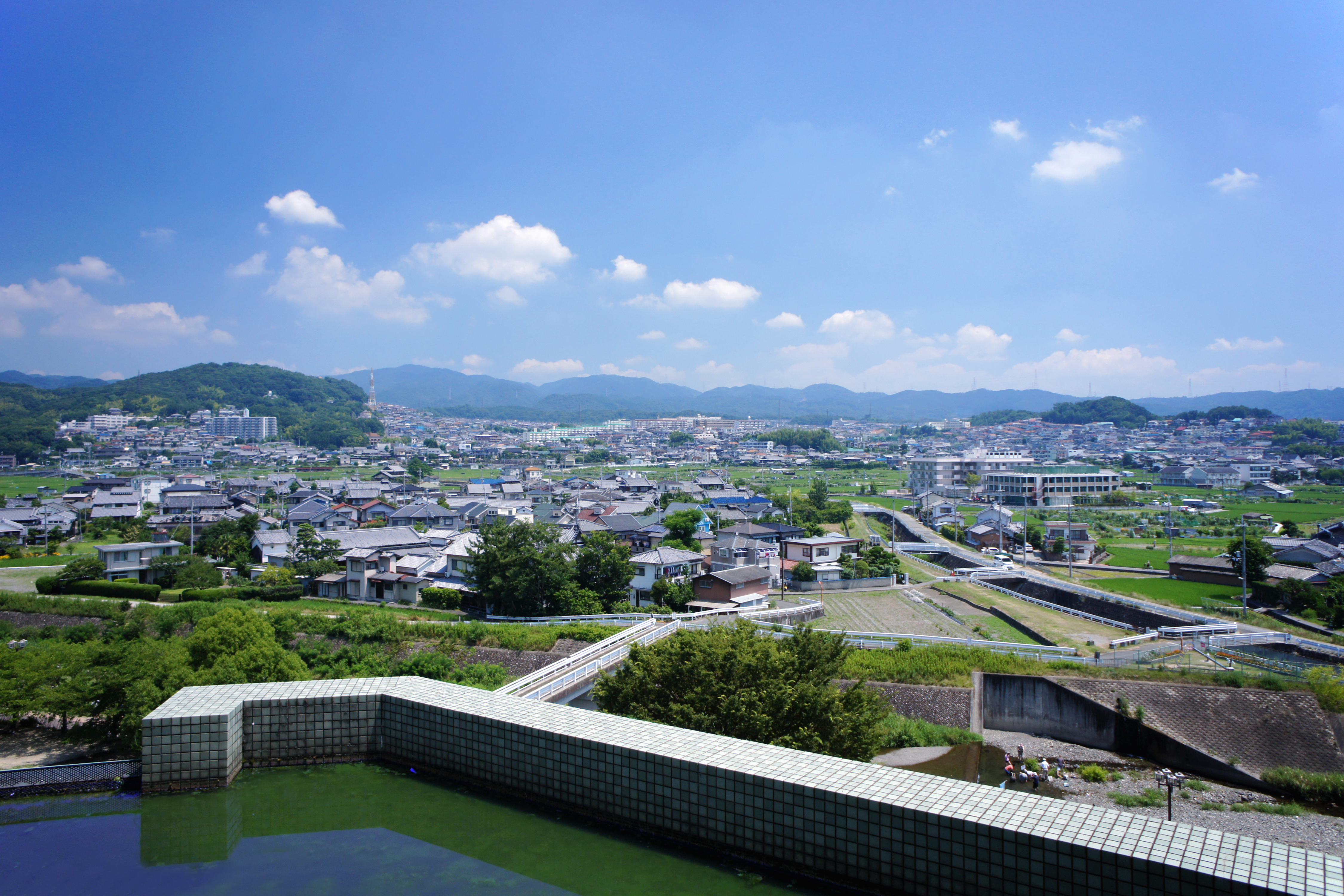
あくあぴあ芥川（南平台5丁目）から東方向（西之川原）を望む

高槻市北部から中央部に広がる丘陵地帯の南西端にあたる奈佐原丘陵の東南端に位置する。北・西部は高槻市奈佐原に接し、東部は芥川を境界として同塚脇、同西之川原に、南部は名神高速道路を境界として同郡家本町ならび同氷室町に接する。

## 世帯数と人口
2020年（令和2年）3月31日現在（高槻市発表）の世帯数と人口は以下の通りである。
| 丁目         | 世帯数    | 人口    |
| ------------ | --------- | ------- |
| 南平台一丁目 | 561世帯   | 1,305人 |
| 南平台二丁目 | 221世帯   | 510人   |
| 南平台三丁目 | 455世帯   | 1,144人 |
| 南平台四丁目 | 464世帯   | 1,082人 |
| 南平台五丁目 | 942世帯   | 2,093人 |
| 計           | 2,643世帯 | 6,134人 |

### 人口の変遷
国勢調査による人口の推移。
| 1995年（平成7年）  | 6,085人 | [ 11 ] |  |
| 2000年（平成12年） | 6,477人 | [ 12 ] |  |
| 2005年（平成17年） | 6,421人 | [ 13 ] |  |
| 2010年（平成22年） | 6,249人 | [ 14 ] |  |
| 2015年（平成27年） | 6,100人 | [ 15 ] |  |

### 世帯数の変遷
国勢調査による世帯数の推移。
| 1995年（平成7年）  | 1,926世帯 | [ 11 ] |  |
| 2000年（平成12年） | 2,305世帯 | [ 12 ] |  |
| 2005年（平成17年） | 2,343世帯 | [ 13 ] |  |
| 2010年（平成22年） | 2,478世帯 | [ 14 ] |  |
| 2015年（平成27年） | 2,412世帯 | [ 15 ] |  |

## 校区
2022年（令和4年）4月現在、市立小・中学校に通う場合、校区は以下の通りとなる。
| 丁目         | 番・番地等 | 小学校               | 中学校               |
| ------------ | ---------- | -------------------- | -------------------- |
| 南平台一丁目 | 全域       | 高槻市立南平台小学校 | 高槻市立阿武野中学校 |
| 南平台二丁目 | 全域       | 高槻市立南平台小学校 | 高槻市立阿武野中学校 |
| 南平台三丁目 | 全域       | 高槻市立南平台小学校 | 高槻市立阿武野中学校 |
| 南平台四丁目 | 全域       | 高槻市立南平台小学校 | 高槻市立阿武野中学校 |
| 南平台五丁目 | 全域       | 高槻市立南平台小学校 | 高槻市立阿武野中学校 |

## 事業所
2018年（平成30年）現在の経済センサス調査による事業所数と従業員数は以下の通りである。
| 丁目         | 事業所数  | 従業員数 |
| ------------ | --------- | -------- |
| 南平台一丁目 | 17事業所  | 66人     |
| 南平台二丁目 | 9事業所   | 51人     |
| 南平台三丁目 | 32事業所  | 336人    |
| 南平台四丁目 | 30事業所  | 167人    |
| 南平台五丁目 | 30事業所  | 306人    |
| 計           | 118事業所 | 926人    |

## 施設
- 高槻市立埋蔵文化財調査センター（五丁目） - 1975年（昭和50年）開設、日本初の埋蔵文化財調査センター
- 芥川緑地公園（五丁目）
  - あくあぴあ芥川（芥川緑地資料館）
  - 高槻市立芥川緑地プール
  - 芥川緑地テニスコート
- 南平台中央公園（五丁目）
- 平安女学院高槻キャンパス（五丁目）
  - 平安女学院大学子ども学部
  - 平安女学院幼稚園
- 南平台小学校（五丁目）
- 南平台保育園、南平台アルテ保育園（五丁目）
- 摂津峡保育園（五丁目）
- 岡本山古墳・弁天山古墳（三丁目）

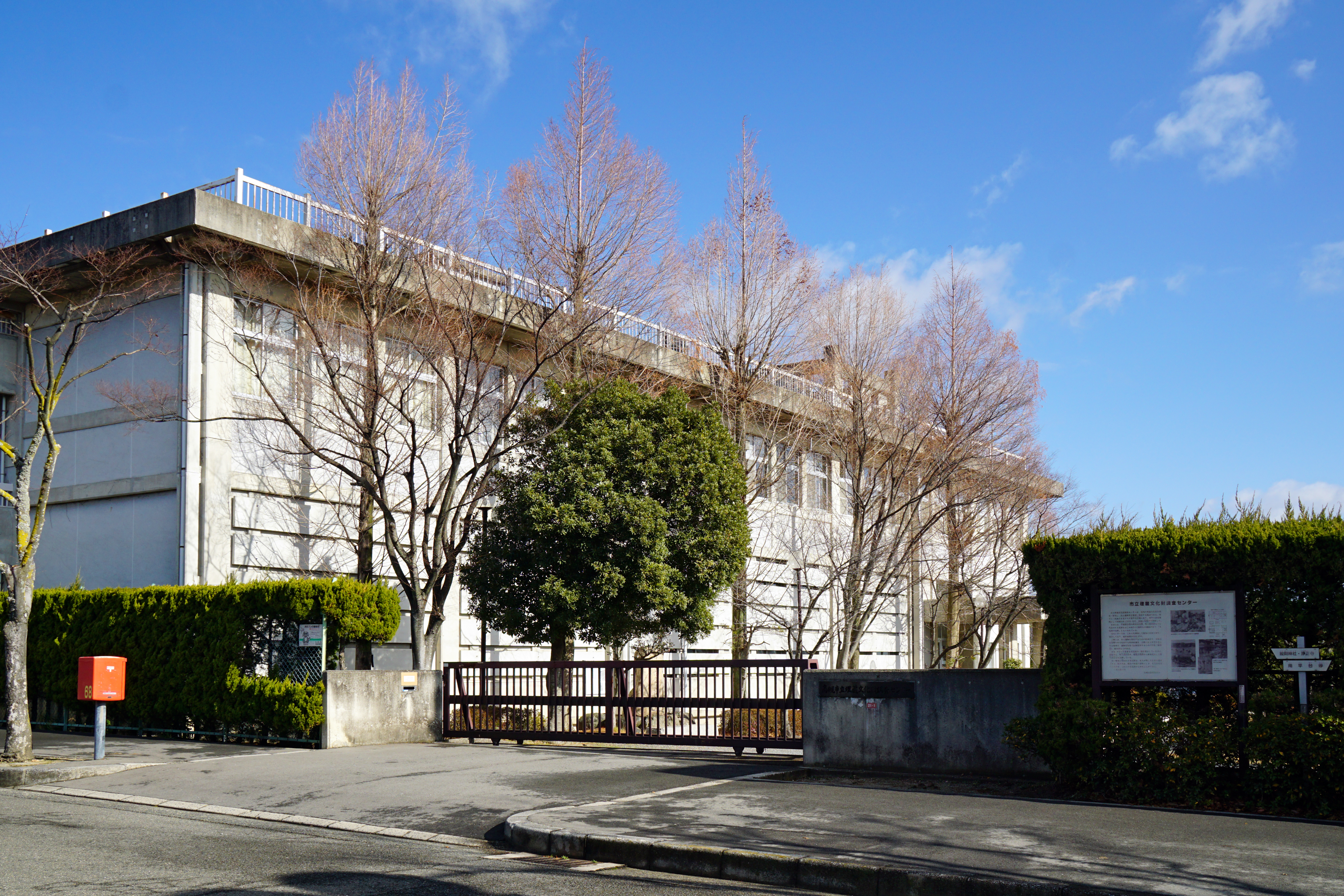
高槻市立埋蔵文化財調査センター
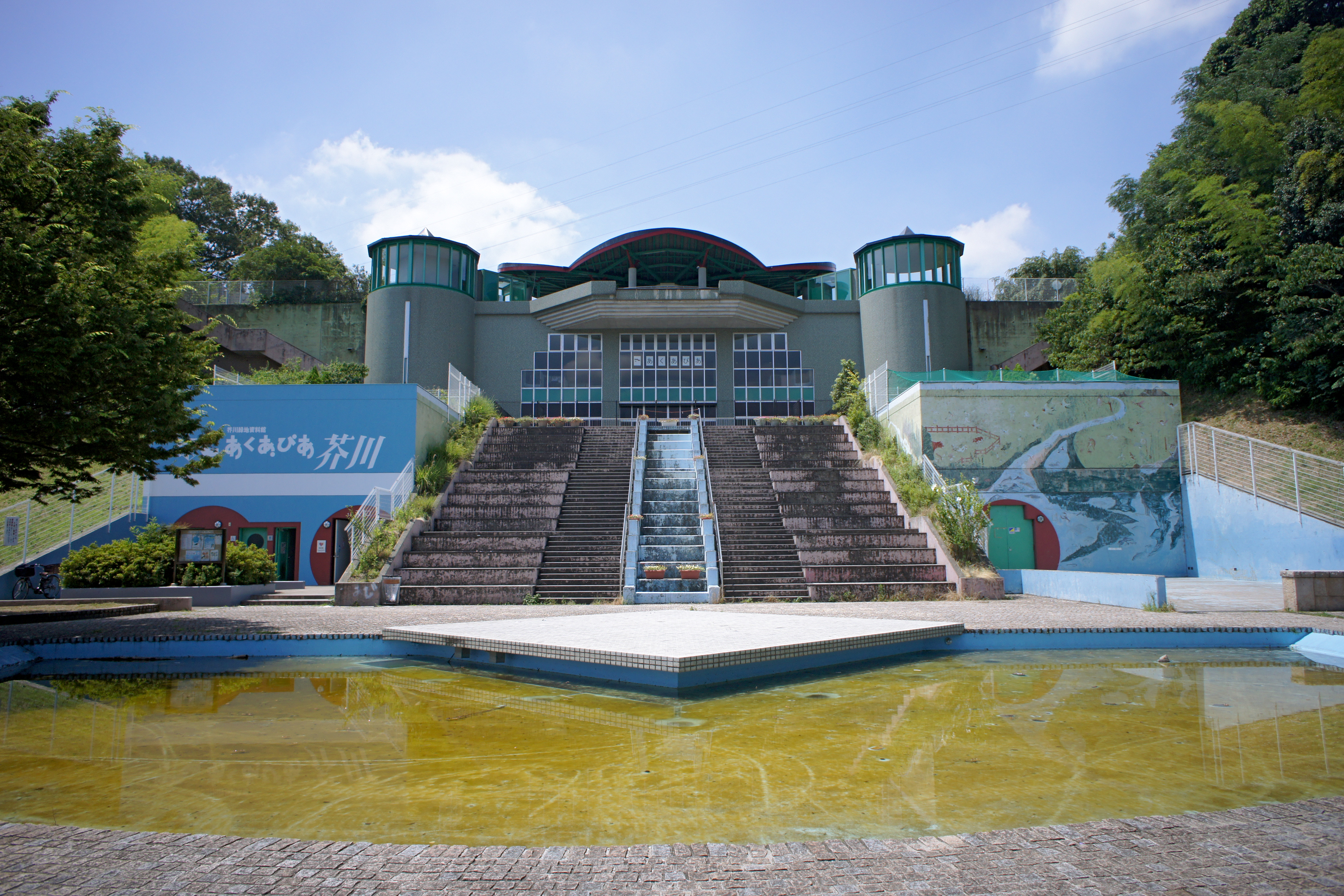
あくあぴあ芥川
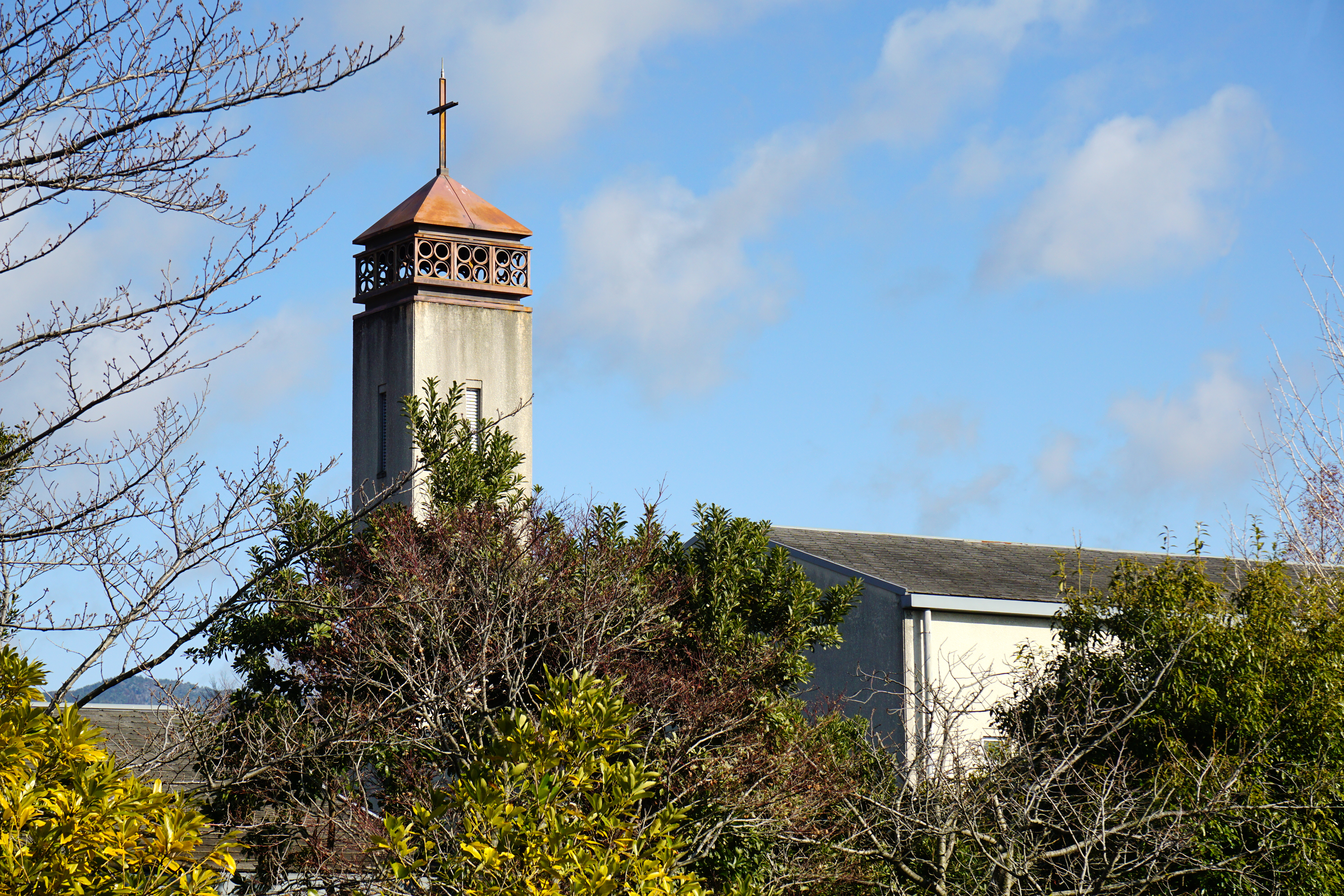
平安女学院高槻キャンパス
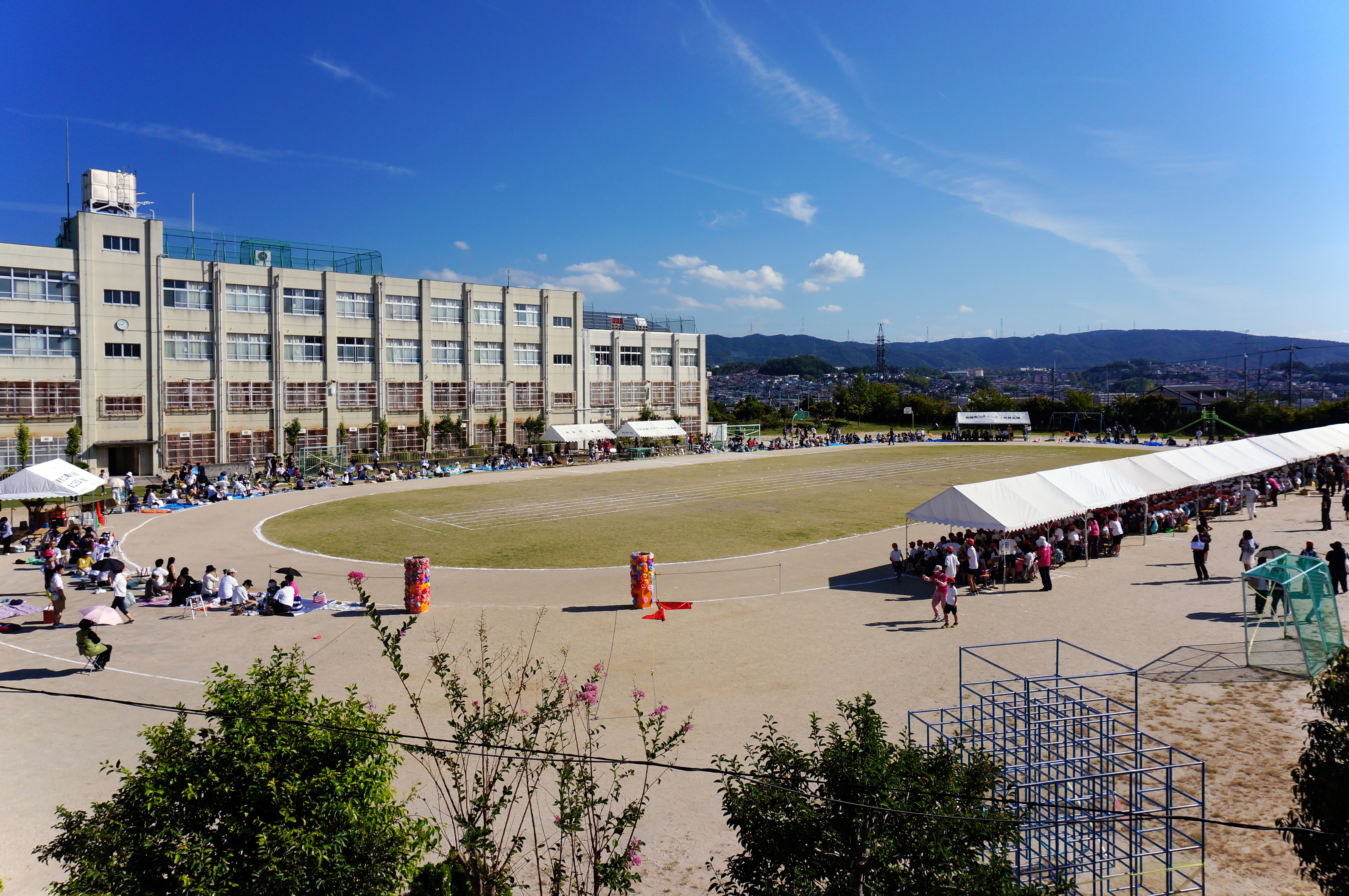
南平台小学校

## 南平台ゆかりの著名人
- 槇原敬之 – 南平台5丁目

## 交通アクセス
- JR京都線高槻駅および摂津富田駅から高槻市営バスの路線がある。

## 周辺
- 摂津峡、摂津峡温泉（平安女学院から徒歩10分）
- 関西大学アイスリンク（同徒歩10分）
- 高槻市立阿武山図書館（南平台小学校から徒歩10分）
- 高槻赤十字病院 （同徒歩15分）
- 大阪薬科大学 （同徒歩15分）
- 関西大学高槻キャンパス

## その他

### 日本郵便
- 郵便番号 : 569-1042[3]（集配局：高槻北郵便局[18]）。